# Иван Грозни (вулкан)
Иван Грозни (на руски: Иван Грозный; на японски: 焼山, 択捉島) (Еторофу Якеяма, Яке-яма, Сио Цирарипю, Шо-Чирипу) е действащ вулкан, разположен на 6 км от брега на Тихия океан в централната част на остров Итуруп, принадлежащ към веригата на Южните Курилски острови, Сахалинска област на Русия. Островът се намира на 230 км от Хокайдо и е обект на териториален спор между Русия и Япония. В съответствие с Конституцията на Руската федерация, островът е част от територията на Русия, а според административно-териториалното деление на Япония той е част от окръг Немуро, префектура Хокайдо в Япония.

## Описание
Вулканът Иван Грозни е един от най-активните и често изригващи вулкани на острова, характеризиращ се с постоянна интензивна фумаролна активност. Всъщност това е комплекс от 2 вулкана – Иван Грозни и угасналия Тебенков (Одамой-сан). Иван Грозни се издига на височина 1158 м, а Тебенков – на 1208 м. Всички познати изригвания са станали от Иван Грозни. Вулканът носи името на първия руски цар Иван IV Грозни, управлявал страната от 1533 до 1584, човек, предразположен към яростни действия, който в гнева си убива сина си.
На върха си вулканът завършва с калдера с диаметър 3 – 3,5 км, отворена на юг, където се издига голям, екструзивен, андезитен лавов купол. Лавата е базалтова и базалт-андезитна. В посока североизток са разположени няколко други купола от холоценовата епоха. Образуването им променя бивше езеро от северната страна на калдера до по-малки размери и изключително криволичещ, змиевиден бряг.

## Активност
- 1951 – слабо изхвърляне на вулканична пепел и газове.[2]
- 1968, 16 февруари ± 15 дни с вулканичен експлозивен индекс (ВЕИ) = 1.[1]
- 1970, 2 юли ± 182 дни с ВЕИ = 1.[1]
- 1973, 16 януари ± 15 дни – малка експлозия от кратера на върха с ВЕИ = 1.[1]
- 1973, 16 май – силни експлозии от кратера на върха с ВЕИ = 2. Формира се нов, голям кратер на северния склон.[1]
- 1989, 3 – 14 май, 19 юни и началото на август и продължава до февруари 1990. Фреатично изригване с ВЕИ = 2.[1][7]
- 1990, февруари – появяват се нови фумароли.[1]
- 2012, 16 август – изригването изхвърля стълб газове и пепел на височина 1,2 км, които достигат до село Горячие ключи (9 км на запад от върха) и град Курилск (на 23 км). Жителите съобщават за повишаване на температурата и миризма на серен диоксид, която изчезва до следобеда. Между 25 и 26 август следват още 4 нови, поредни изригвания, пепелта от които се издига на 4 – 5 км височина. Изригването е фреатично (без изхвърляне на лава), с ВЕИ = 2.[1][7] Вулканолозите смятат, че изригването се дължи на силни дъждове, тъй като в подхранващите канали на вулкана е попаднало голямо количество вода.[7] Фумаролната активност е силно увеличена. Изригването приключва на 26 август.[1]
- 2013, 16 февруари – 4 април – SVERT съобщава, че на 3 април газ и пепел от Иван Грозни се издигат на 3 км височина. Вулканичната пепел се е посипала в град Курилск на 23 км от върха, създавайки пласт с дебелина 2 – 3 мм. Облачната покривка пречи на наблюденията на вулкана, но на следващия ден сателитните снимки показват пепелен стълб, който се издигна на 3 км и се носи на запад и северозапад. Изригването е с ВЕИ = 2.[1]
- 2019 – Специалисти от Министерството на извънредните ситуации и Сахалинския институт по морска геология и геофизика наблюдават вулкана и днес отчитат само фумаролна и термална активност.[2][6]

### Изригване през 1989
В началото на март 1989 г. се наблюдава увеличение на фумаролните емисии, придружени от слаби експлозии на газ и черна пепел. Концентрирани са в северния сектор, по продължение на широка фрактура, която се простира на 250 – 300 м надолу по склона. На 3 и 4 март сеизмографът в Курилск регистрира слаби земетресения на различни дълбочини и краткотрайни вулканични трусове, които продължават и през следващите 5 дни. На 8 март силна експлозия изхвърля колона от пепел, която достигна 1,5 – 1,6 км над върха в рамките на 8 минути. Половин час по-късно пепелният шлейф е разнесен от ветровете.
Следват експлозии, издигнали вулканична пепел на височина 2 км, част от която достига до Курилск. Населението в града и село Горячие ключи чуват нискочестотен тътен. След 14 май се наблюдават само слаби изхвърляния на пепел, а емисиите от пара и газове продължават. Геолозите, които прелитат над вулкана с хеликоптер и самолет, 10 дни след изригването (на 18 и 20 май), наблюдават тесен лахар с ширина 20 – 30 м и дължина 1 км, спускащ се по склона. След увеличаването на фумаролните емисии и слабите експлозии на пепел през май, фумаролната активност остава бурна.
Изригването на 19 юни, придружено от 2 – 3 минути слабо бучене, изпраща пепел и газ до около 2 км височина. В началото на август следваща експлозия образува нови фумаролни отвори на северния фланг на купола, на около 70 – 100 м надолу от върха.
При изкачване на купола на 16 септември вулканолозите Хенрих Щайнберг и С. Ткаченко наблюдават енергично излъчване на газ от няколко обсипани със сяра пукнатини и дълбоки тесни кратери с диаметър около 2 – 3 м. Два кални потока с ширина 4 – 6 м, които се простират на 1,5 – 2 км надолу по северната страна на купола, са унищожили големи области с гъста растителност. Един друг поток достига до езерото Лопастное и още два по-малки са се стекли по южната и западната страна на купола.